# Plazmin

Zjednodušené schéma fibrinolýzy. Modré šipky ukazují stimulaci a červené naopak inhibici

Plazmin je důležitý enzym, serinová proteáza (EC 3.4.21.7) přítomná v krvi, která odbourává řadu proteinů krevní plazmy.
Plazmin je syntetizován jako plazminogen (zymogen), který je uvolňován do krevního oběhu. Je to jednořetězcový glykoprotein. V plazmě je přítomen v koncentraci přibližně 200 mg/l.
Gen PLG pro jeho syntézu je uložen na 6. chromozomu. Syntéza probíhá především v játrech, ale i v jiných tkáních (ledviny, eosinofilní granulocyty). Syntetizovány jsou dvě varianty – Glu-plazminogen o molekulové hmotnosti 90 kDa a biologickém poločasu 48-60 hodin a Lys-plazminogen o molekulové hmotnosti 83 kDa a biologickém poločasu pouze 12-20 hodin. V krvi cirkuluje jak volný, tak částečně vázaný na HRPG (histidinem bohaté glykoproteiny).
Plazminogen se váže pomocí několika druhů receptorů na různé buněčné povrchy. Na trombocytech se váže na glykoprotein IIb/IIIa.

## Aktivace
Aktivní forma - enzym plazmin - vzniká rozštěpením peptidové vazby mezi Arg-560 a Val-561 působením vnitřních aktivátorů (faktor XII, prekalikrein, vysokomolekulární kininogen) a vnějších aktivátorů (urokináza, tkáňový aktivátor plazminogenu (tPA), streptokináza).
Aktivace pomocí tkáňového aktivátoru plazminogenu je urychlena, pokud je plazminogen vázán na fibrinové vlákno – tedy v místě koagula (krevní sraženiny).

## Funkce
Hlavní funkce plazminu je rozpouštět fibrinová koagula (fibrinolýza) , ale také se podílí na štěpení dalších proteinů: fibrinogen, fibronektin, trombospondin, laminin a von Willebrandův faktor. Aktivuje kolagenázy, aktivuje některé mediátory v systému komplementu a oslabuje stěnu Graafova folikulu (což vede k ovulaci).
Plazmin také hraje významnou roli při hojení ran i během reparace jaterního poškození, protože v místě poškození štěpí přebytečný fibrin.

## Deaktivace
Plazmin je inaktivován alfa 2-antiplazminem (inhibitore serinových proteáz - tzv.serpin).

Volný plazmin má velmi krátký biologický poločas. Pouze v případě, kdy je vázaný na fibrinové vlákno, má poločas delší, protože je odolnější vůči svému inhibitoru. Štěpením plazminu vzniká fragment o velikosti 38 kDa nazývaný angiostatin.

## Patologie
Nedostatek plazminu může vést k trombóze, protože sraženiny nejsou adekvátně odbourávány. Nedostatek plazminogenu u laboratorních myší se projevoval špatným hojením ran , nedostatečnou regenerací jater.

Existuje vzácná porucha nazvaná deficit plazminogenu typ I (217090) způsobená mutací PLG genu, která se často projevuje jako conjunctivitis lignea (onemocnění očních spojivek).